# Omiosia fusipennana
Omiosia fusipennana är en fjärilsart som beskrevs av Kirby 1892. Omiosia fusipennana ingår i släktet Omiosia och familjen björnspinnare. Inga underarter finns listade i Catalogue of Life.